# Pensée (métro léger de Charleroi)
Pour les articles homonymes, voir Pensée (homonymie).
La station Pensée est une des stations de la ligne M5 du métro léger de Charleroi. La station est souterraine et se trouve sur la ligne vers Châtelet. Elle est complètement construite mais n'a jamais été inaugurée, elle est inexploitée. La station emprunte son nom à la rue de Pensée toute proche. Les murs de la station sont recouverts de panneaux métalliques de couleur rouge. La station dessert une zone d'habitations à appartements. Cette station a été créée par l'architecte Jean Yernaux.

## Histoire
Construite au début des années 1980, elle n'a jamais été exploitée comme la ligne M5 qui la dessert.

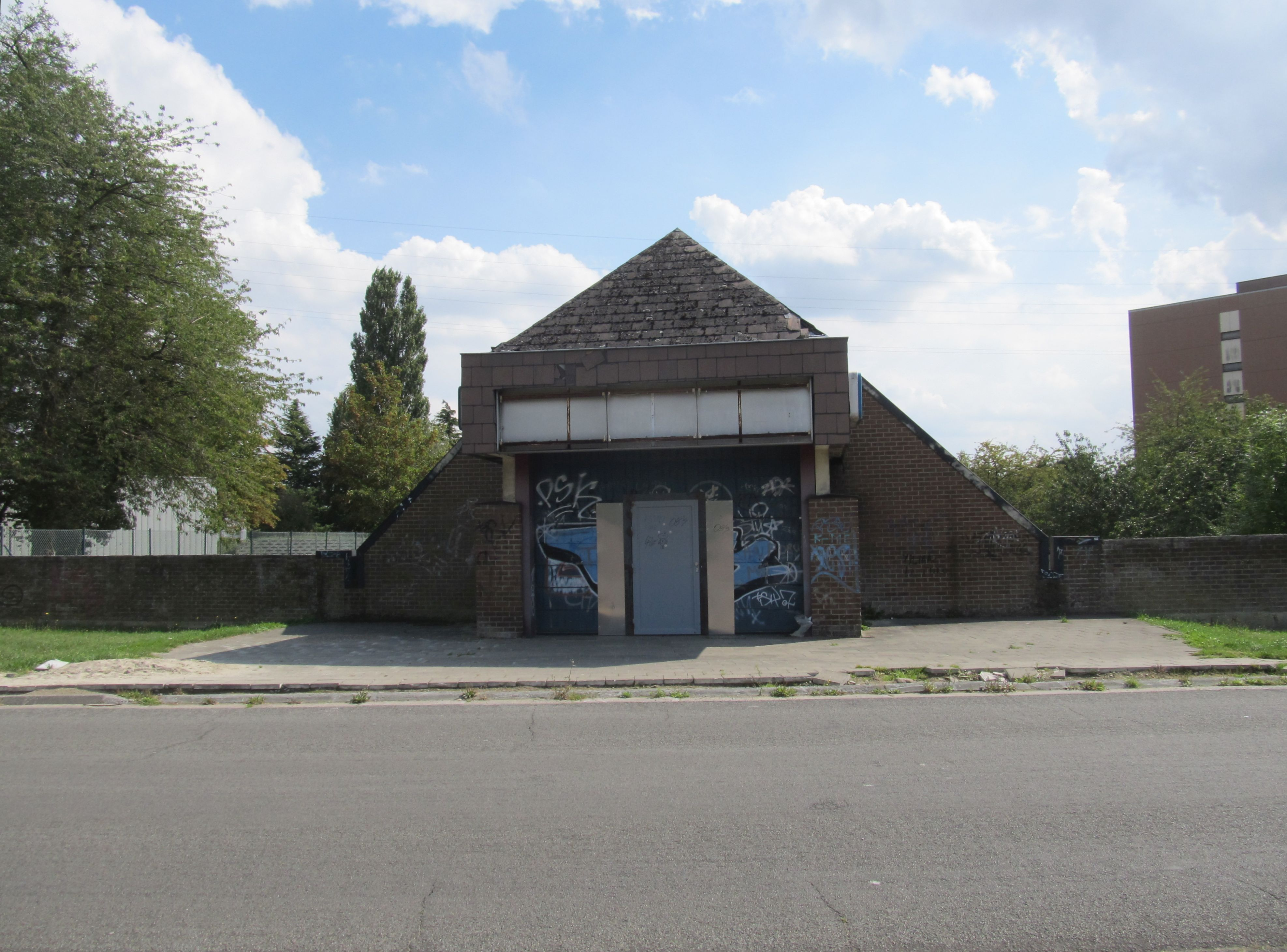
L'entrée de la station en 2020

## Projets
Un chantier de remise à niveau a commencé en 2023, pour une mise en service en 2027,.